# آنوسی (تسیروآنوماندیدی)
آنوسی (به لاتین: Anosy) یک منطقهٔ مسکونی در ماداگاسکار است که در تزیروآنوماندیدی واقع شده‌است. آنوسی ۹٬۰۰۰ نفر جمعیت دارد و ۱٬۰۰۳ متر بالاتر از سطح دریا واقع شده‌است.